# Ratbod
Ratbod, noto anche come Radbod o Ratpot, (... – 858) fu un prefetto (marchese, governatore di una marca di frontiera) franco della marca orientale e duca di bassa Pannonia.

## Biografia
Nell'827 i bulgari invasero e conquistarono un'area di frontiera dell'Impero carolingio, probabilmente coincidente in maniera approssimativa con la Pannonia Savia, la quale era appartenuta al principato della Croazia Pannonica. Nell'829 i bulgari imposero come nuovo duca Ratimir, un principe locale. Nell'833 Ludovico il Germanico nominò Ratbod a capo della marca orientale, ordinandogli anche di adoperarsi in favore della cristianizzazione dei moravi. In quello stesso anno, secondo quanto racconta la Conversio Bagoariorum et Carantanorum, il principe di Nitra Pribina venne sconfitto dal principe di Moravia Mojmír I, che lo depose e lo scacciò dai propri domini. Così, Pribina fuggì presso la corte del re dei Franchi Orientali Ludovico il Germanico, che in cambio della propria protezione impose ai rifugiati la conversione al Cristianesimo e gli diede comando di supportare militarmente il conte Ratbod, prefetto della marca orientale. Tuttavia, i rapporti tra Ratbod e Pribina peggiorarono rapidamente e quest'ultimo fuggì dalla marca orientale, prima alla corte il duca di Bassa Pannonia Ratimir e poi presso il conte di Carniola Salaco. L'atteggiamento di Pribina venne interpretato da Ratbod come un'aperta ribellione, che decise di reprimere per conto di Ludovico il Germanico al comando di truppe bavaresi. Infine, la mediazione di Salaco riuscì a far riappacificare i due aristocratici.
Nell'838 in seguito alla conquista bulgara della Macedonia, Ratbod riuscì a riconquistare la Bassa Pannonia, che venne subordinata alla marca di Carinzia, deponendo Ratimir e divenendone egli stesso duca. Nell'846 venne assegnato a Pribina il ducato di Bassa Pannonia da Ludovico il Germanico, che mirava a ridurre il potere del suo prefetto Ratbod, oltre a guadagnare un alleato, che fungesse da cuscinetto contro le potenziali minacce rappresentate dalla Grande Moravia e dal primo impero bulgaro. Ratbod intrattenne contatti con Rastislav (fl. 847-70), noto anche come Rastiz, sovrano della Grande Moravia e successore di Mojmir, che da tempo rappresentava un pericolo per la frontiera orientale dell'impero carolingio. Nell'853, secondo gli Annales Bertiniani, il re dei Franchi Occidentali Carlo il Calvo riuscì ad assoldare i bulgari e i moravi per attaccare congiuntamente il regno dei Franchi Orientali. Nell'854, nel corso dell'attacco bulgaro-moravo, il prefetto della marca orientale venne deposto da Ludovico il Germanico per infedeltà. Ratbod rispose l'anno successivo alleandosi con Rastislav, ma sua rivolta fu repressa nell'858 da Carlomanno di Baviera, il quale era stato nominato prefetto della marca orientale al suo posto.